# Мокоиа
Мокоиа (англ. Mokoia Island) — небольшой остров в озере Роторуа, расположенном на Северном острове (Новая Зеландия). Административно входит в состав региона Бей-оф-Пленти.

## Название
Изначально остров был известен под названием Те-Моту-тапу-а-Тинирау (маори Te Motu-tapu-a-Tinirau). Современное же название связано с маорийской легендой о смерти Ароранги в руках Уэнукукопако и произошло от двух маорийских слов: моко (в переводе с маори «татуировка») и ко («палка-копалка»).

## География
Мокоиа имеет вулканическое происхождение и представляет собой риолитовый лавовый конус, возвышающийся на 170 м над поверхностью озера Роторуа и на 451 м над уровнем моря. Остров сформировался уже после формирования кальдеры Роторуа. На берегу Мокоиа имеются геотермальные источники, образующие бассейн Хинемоа.
Остров покрыт густой растительностью. Наиболее распространёнными представителями местной флоры являются такие растения, как мамаку (Cyathea medullaris), кавакава (Macropiper excelsum), махоэ (Melicytus ramiflorus), рангиора (Brachyglottis repanda) и кохуху (Pittosporum tenuifolium). Также имеются чащи похутукавы, ольхи и ивы (последние два дерева, вероятно, были завезены миссионерами). Фауна Мокоиа достаточно разнообразна и представлена преимущественно птицами, в том числе, киви, кокако, седлистой гуйя и другими видами, завезёнными на острове специалистами местного заповедника.

## История
Коренными жителями Мокоиа являются представители новозеландского народа маори, которые заселили остров около 1450 года. Традиционно Мокоиа был местом проживания племени те-арава, представители которого издревле выращивали на нём различные сельскохозяйственные культуры, прежде всего батат. С именем острова, который является священным для племени, связан один из мифов маори, повествующий о героях по имени Хинемоа и Тутаникаи (этот миф имеет некоторое сходство с греческой легендой о Геро и Леандре). Согласно ему, обоим возлюбленным было запрещено жениться, поэтому отец Хинемоа по имени Умукариа, который также был вождём племени, населявшего берега озера, запретил ей плавать на каноэ до племенной деревни Тутаникаи. Однако Хинемоа решила добраться до острова вплавь, преодолев 3,2 км. Ведомая игрой Тутаникаи на флейте, она смогла доплыть до Мокоиа и встретиться со своим возлюбленным.
Первые христианские миссионеры на Мокоиа появились в XIX веке. Вместе с ними на остров были завезены новые сельскохозяйственные культуры и животные, а также серые крысы, которые нанесли значительный урон местной экосистеме. Возделывание земли на острове было прекращено к 1950 году, а в 1952 году он был взят Департаментом внутренних дел Новой Зеландии в аренду сроком на 6 лет для разведения на нём фазанов (проект прекратил существование в 1956 году).
В настоящее время остров находится в частной собственности четырёх маорийских хапу (нгати-факауэ, нгати-уэнукукопако, нгати-рангивевехи и нгати-рангитеаорере), управляющих им совместно с Департаментом защиты окружающей среды Новой Зеландии. С 27 марта 1953 года Мокоиа имеет статус заповедника.